# Lijst van vlaggen van Ierse deelgebieden
Dit artikel bevat een lijst van vlaggen van Ierse deelgebieden. Ierland bestaat uit vier provincies, die onderverdeeld zijn in graafschappen.

## Provinciale vlaggen
Het eiland Ierland bestaat uit vier provincies: Leinster, Munster, Connacht en Ulster. De drie eerstgenoemde provincies liggen in Ierland; Ulster is verdeeld tussen Ierland en het Verenigd Koninkrijk. De vier provincies hebben geen administratieve, maar vooral een historische en culturele functie. Zij hebben elk een eigen vlag, die geen officiële functie heeft.
| Kaart | Provincie | Vlag | Artikel over de vlag | Ratio  | Ingebruikname |
| ----- | --------- | ---- | -------------------- | ------ | ------------- |
|       | Connacht  |      | Vlag van Connacht    | 8:11   | 1651          |
|       | Leinster  |      | Vlag van Leinster    | 1:2    | 17e eeuw      |
|       | Munster   |      | Vlag van Munster     | 2:3    | 16e eeuw      |
|       | Ulster    |      | Vlag van Ulster      | 67:120 | 13e eeuw      |

### De vlag van deFour Provinces

Vlag van de Four Provinces

De vier provinciale vlaggen worden sinds de twintigste eeuw vaak in één vlag geplaatst. Zo spaart men de kosten van het plaatsen van vier vlaggen. Bovenal is de vlag neutraal; Ierse hockeyteams spelen in internationale competities vaak onder deze vlag omdat er ook spelers uit Noord-Ierland meedoen. De Four Provinces-vlag fungeert aldus als een onofficiële versie van de Ierse vlag.

## Graafschappen
De provincies van Ierland zijn verder onderverdeeld in 32 graafschappen, waarvan er zes in Noord-Ierland liggen. Deze graafschappen hebben geen eigen algemene vlag; alleen de graafschappelijke overheden (county councils) hebben hun eigen vlaggen.  Wel hebben de graafschappen elk een eigen onofficiële kleurencombinatie, die ook op vlaggen gebruikt wordt. Deze staan hieronder, inclusief de kleurencombinaties van de zes Noord-Ierse graafschappen.

### Kleuren van graafschappen in Connacht
| Kaart | Vlag | Graafschap            | Beschrijving             |
| ----- | ---- | --------------------- | ------------------------ |
|       |      | Kleuren van Galway    | Donkerrood en wit        |
|       |      | Kleuren van Leitrim   | Groen en goud            |
|       |      | Kleuren van Mayo      | Groen en rood            |
|       |      | Kleuren van Roscommon | Blauw en primrose yellow |
|       |      | Kleuren van Sligo     | Zwart en wit             |

### Kleuren van graafschappen in Leinster
| Kaart | Vlag | Graafschap            | Beschrijving              |
| ----- | ---- | --------------------- | ------------------------- |
|       |      | Kleuren van Carlow    | Groen, rood en geel       |
|       |      | Kleuren van Dublin    | Donkerblauw en lichtblauw |
|       |      | Kleuren van Kildare   | Wit                       |
|       |      | Kleuren van Kilkenny  | Zwart en "amber"          |
|       |      | Kleuren van Laois     | Blauw en wit              |
|       |      | Kleuren van Longford  | Blauw en goud             |
|       |      | Kleuren van Louth     | Rood en wit               |
|       |      | Kleuren van Meath     | Groen en goud             |
|       |      | Kleuren van Offaly    | Groen, wit en goud        |
|       |      | Kleuren van Westmeath | Donkerrood en wit         |
|       |      | Kleuren van Wexford   | Paars en geel             |
|       |      | Kleuren van Wicklow   | Blauw en goud             |

### Kleuren van graafschappen in Munster
| Kaart | Vlag | Graafschap            | Beschrijving                    |
| ----- | ---- | --------------------- | ------------------------------- |
|       |      | Kleuren van Clare     | Geel en blauw                   |
|       |      | Kleuren van Cork      | Rood en wit (blood en bandages) |
|       |      | Kleuren van Kerry     | Groen en geel                   |
|       |      | Kleuren van Limerick  | Groen en wit                    |
|       |      | Kleuren van Tipperary | Blauw en geel                   |
|       |      | Kleuren van Waterford | Wit en blauw                    |

### Kleuren van graafschappen in Ulster
| Kaart | Vlag | Graafschap                            | Beschrijving  |
| ----- | ---- | ------------------------------------- | ------------- |
|       |      | Kleuren van Antrim (Noord-Ierland)    | Geel en wit   |
|       |      | Kleuren van Armagh (Noord-Ierland)    | Oranje en wit |
|       |      | Kleuren van Cavan                     | Blauw en wit  |
|       |      | Kleuren van Derry (Noord-Ierland)     | Rood en wit   |
|       |      | Kleuren van Donegal                   | Groen en goud |
|       |      | Kleuren van Down (Noord-Ierland)      | Rood en zwart |
|       |      | Kleuren van Fermanagh (Noord-Ierland) | Groen en wit  |
|       |      | Kleuren van Monaghan                  | Wit en blauw  |
|       |      | Kleuren van Tyrone (Noord-Ierland)    | Wit en rood   |

## Overige vlaggen

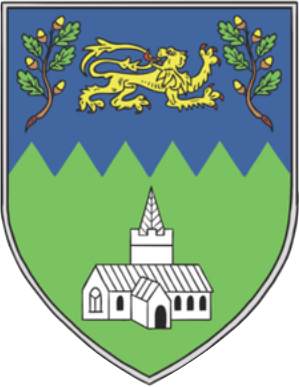
Conndae Cill Manntain Wicklow County